# Gagyapáti
Gagyapáti je vas na Madžarskem, ki upravno spada pod podregijo Encsi Županije Borsod-Abaúj-Zemplén.